# 南美草鹀属
南美草鹀属（学名：Embernagra）是唐纳雀科下的一个属。

## 下属物种
本属包括以下物种：
- 南美草鹀 Embernagra longicauda Strickland, 1844
- 大南美草鹀 Embernagra platensis (J.F.Gmelin, 1789)